# ホーク/B計画
『ホーク/B計画』（ホーク/ビーけいかく）は、1998年に製作された香港・日本合作のアクション映画。
日本での公開は2000年9月30日で、2001年6月25日にDVDが発売された。

## キャスト
- 澤田謙也　警視庁SAT隊長　鷹見
- チャン・チーラム　ケン・チェン
- スー・チー　アニタ・リー
- 小家山晃　滝沢龍一
- 腹筋善之介　聖衆の道メンバー
- テレサ・リー　マダム・チン
- 三船史郎　森本
- 三船力也　森本の息子
- 高嶋政伸 　警視庁SAT隊員 小田
- 中田圭　聖衆の道 教祖・吉永
- ブルース・ロウ　SDU隊長
- 和田良覚　聖衆の道メンバー
- 鳥谷部篤　聖衆の道メンバー
- 松田英貴　聖衆の道メンバー

## スタッフ
- 監督：ブルース・ロウ
- 原案：澤田謙也、ブルース・ロウ
- 脚本：リビュー・リー
- 製作総指揮：レナード・ホー、宮本雅史、鈴木尚
- 音楽：松本晃彦
- テーマ曲：那英「相見不如懐念-Weep No More-」[1]
- 製作：ゴールデン・ハーベスト、ホークインターナショナル
- 配給：アートポート、JCA